# 妖怪美術館

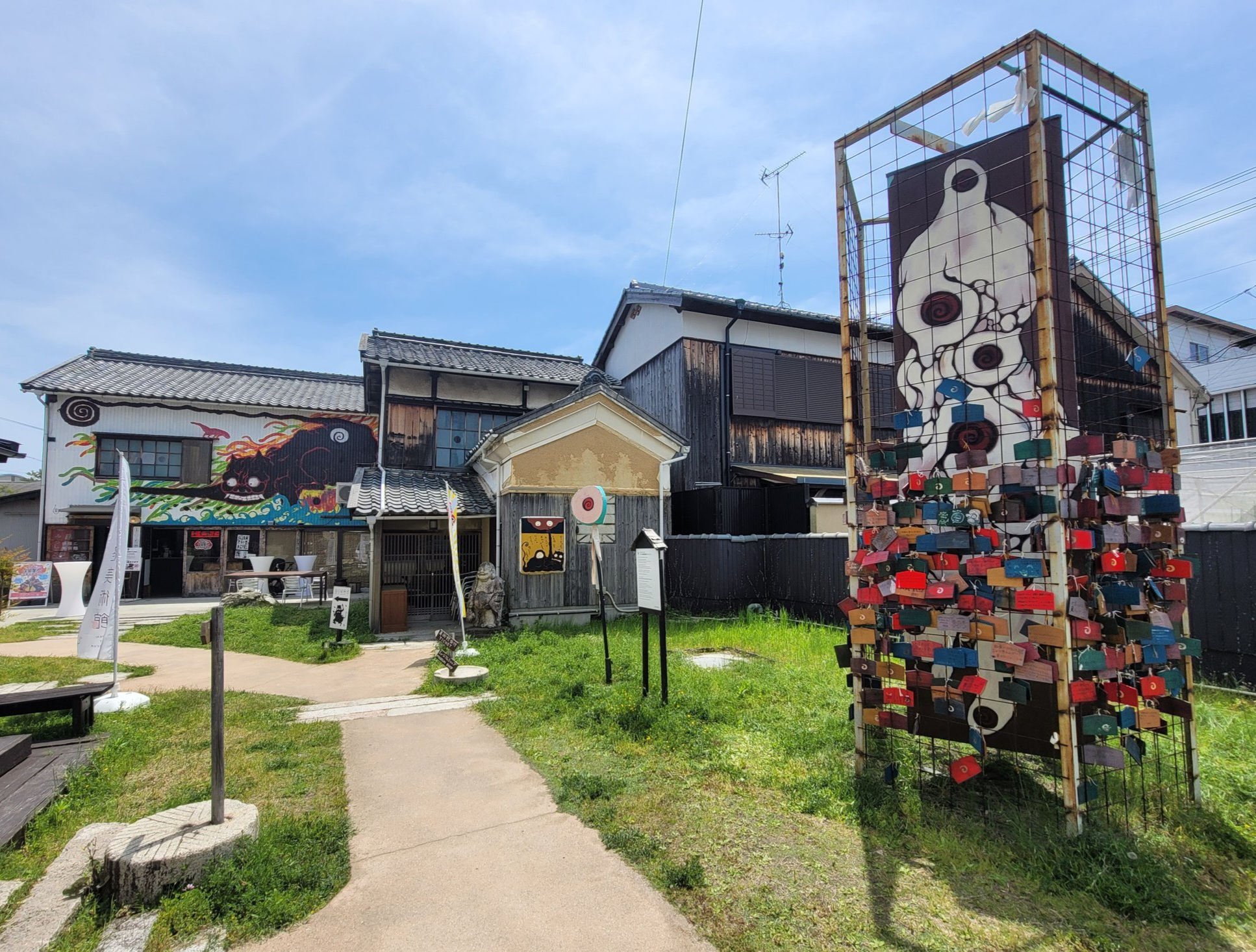
妖怪美術館受付のある建物。妖怪美術館を巡るにはまずここを訪れる。受付にはカフェやミュージアムショップが併設されており、夜には怪しいイルミネーションとともに妖怪BARがオープンする。

妖怪美術館（ようかいびじゅつかん）は、現代の妖怪アート作品が世界中から903体以上も集まる、小豆島の美術館。
2018年開館。小豆島ヘルシーランド株式会社を母体とする迷路のまちアートプロジェクトMeiPAM(メイパム)が運営をしている。館長は小豆島生まれの妖怪画家・柳生忠平が勤めている。

## 概要
小豆島の土庄町の戦乱や海賊から逃れるために不規則に路地が入り組んだ「迷路のまち」にある元呉服屋の蔵や活版印刷工場、古民家、醤油屋の倉庫、食堂という古い建物1号館～4号館の4棟を利用して、そこに建物ごとにテーマを変えて、伝統的な妖怪から、現代的なものまで国内外のアート作品を903点以上展示する美術館。
4棟の建物は並んでいるわけではなく、迷路のまちの路地の中およそ200m圏内に点在しており、受付でもらったマップを片手に音声ガイドを聞きながらそれらを巡るかたちで迷路のまちをまち歩きをするという展示方法が特徴的。
美術館受付には妖怪バーやミューシアムショップも併設されている。
瀬戸内国際芸術祭の県内連携事業に認定されている。
「地元の賑わいを生み出す」というMeiPAMの設立からの理念を現実のものにするべく、地元のイベントの旗振り役を担ったり、「節分お疲れ様会」など独自イベントを開催して島に人を集めたり、オリジナルの観光ソングを作って観光客を勧誘するなど、美術館の運営の枠を超えて多岐にわたって活動をしている。

## 美術館の構成

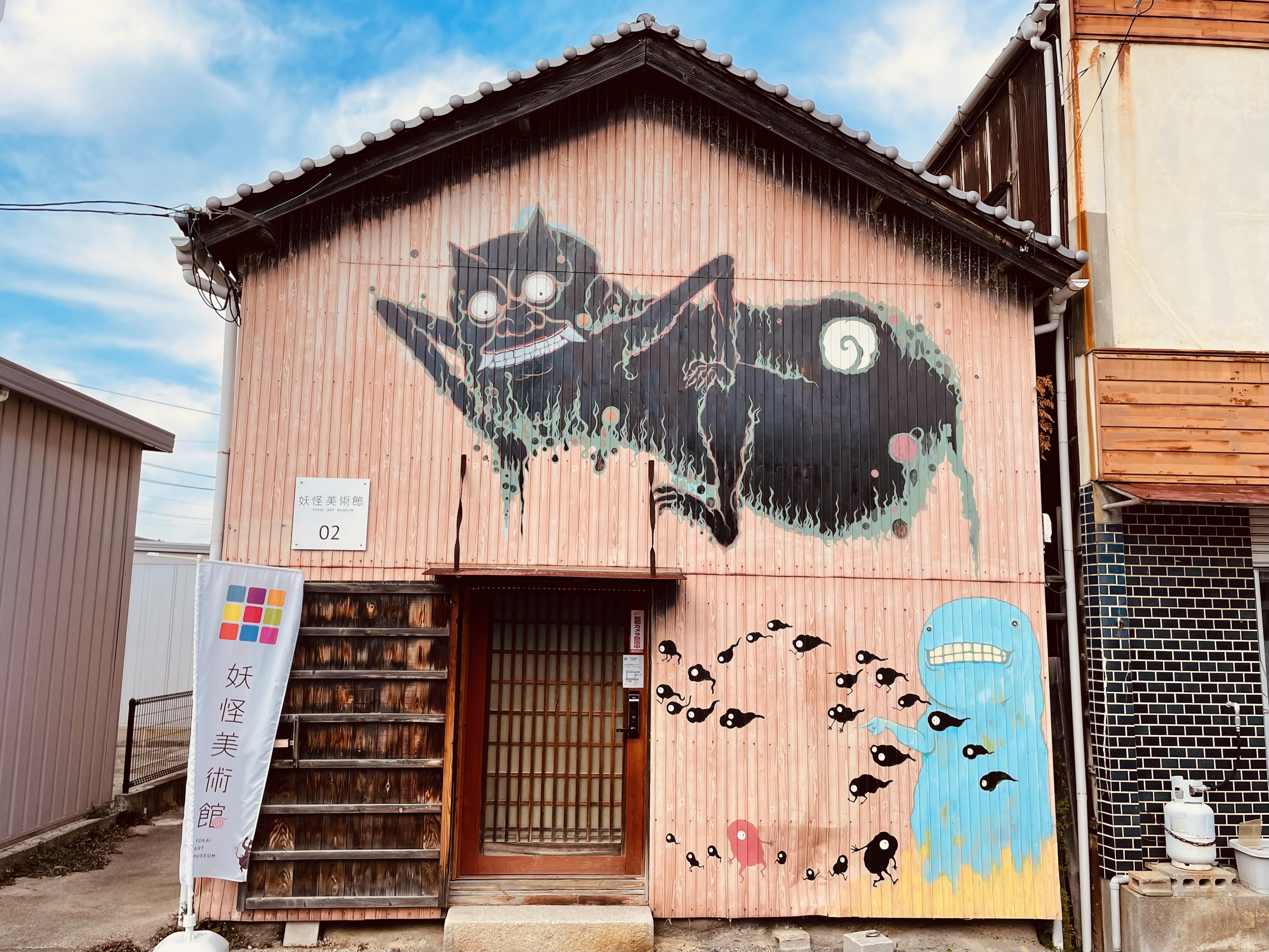
妖怪美術館2号館の外観。2号館は受付から徒歩約3分の場所に位置する。

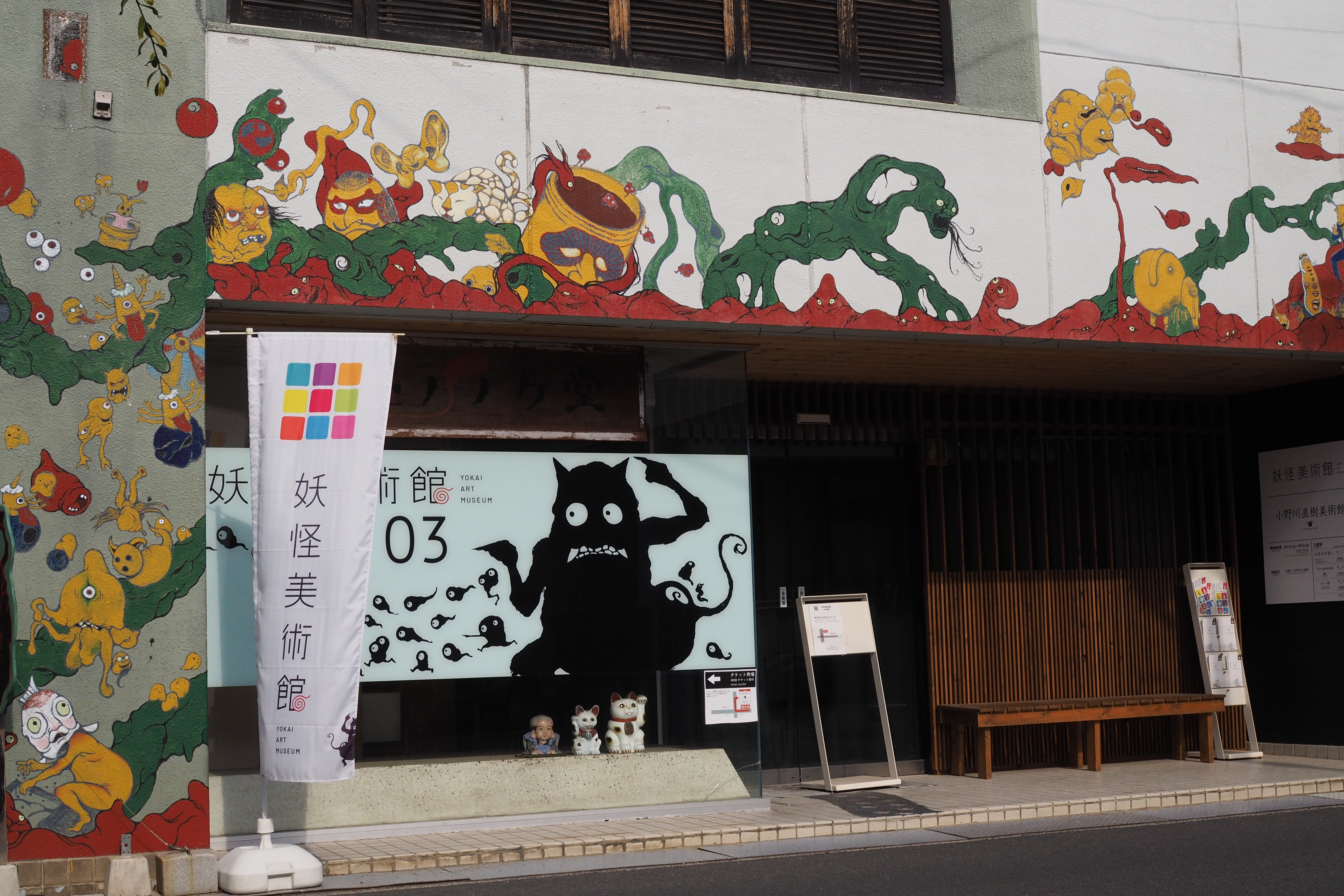
妖怪美術館3号館の外観。1号館・2号館と順に巡ると、受付から約6分ほど歩くことになる。

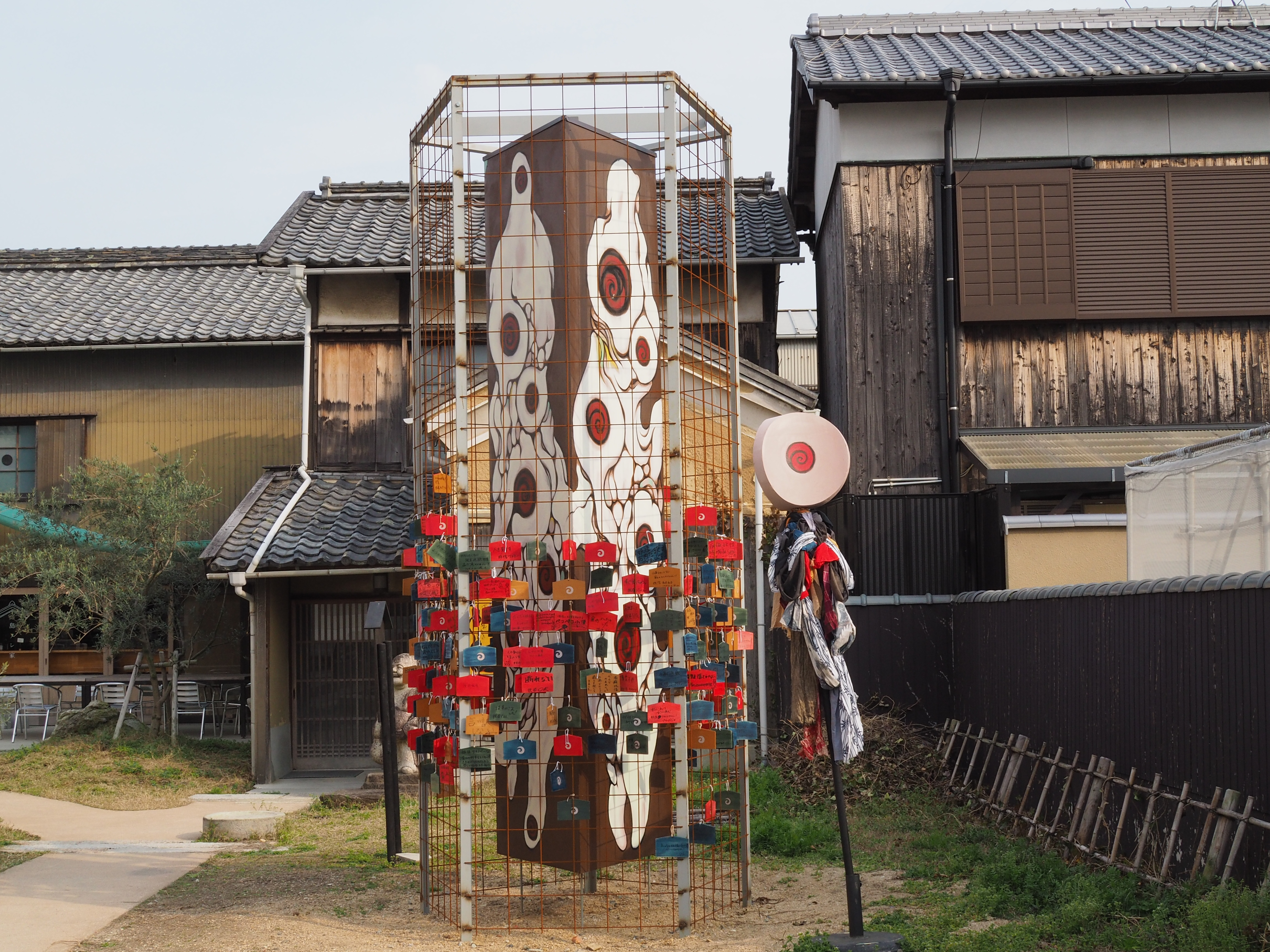
4号館は受付のある建物と同じ敷地にあり、3号館から徒歩約1分の場所にある。建物外には館長で妖怪画家の柳生忠平氏による作品「チョーケシ」があり、妖怪美術館のシンボルでもある。

先述の通り、妖怪美術館は「迷路のまち」の中およそ200m圏内に点在しており、下記4つの建物をリノベーションしたギャラリーおよび敷地内に作られたモニュメント等で構成されている。
1号館

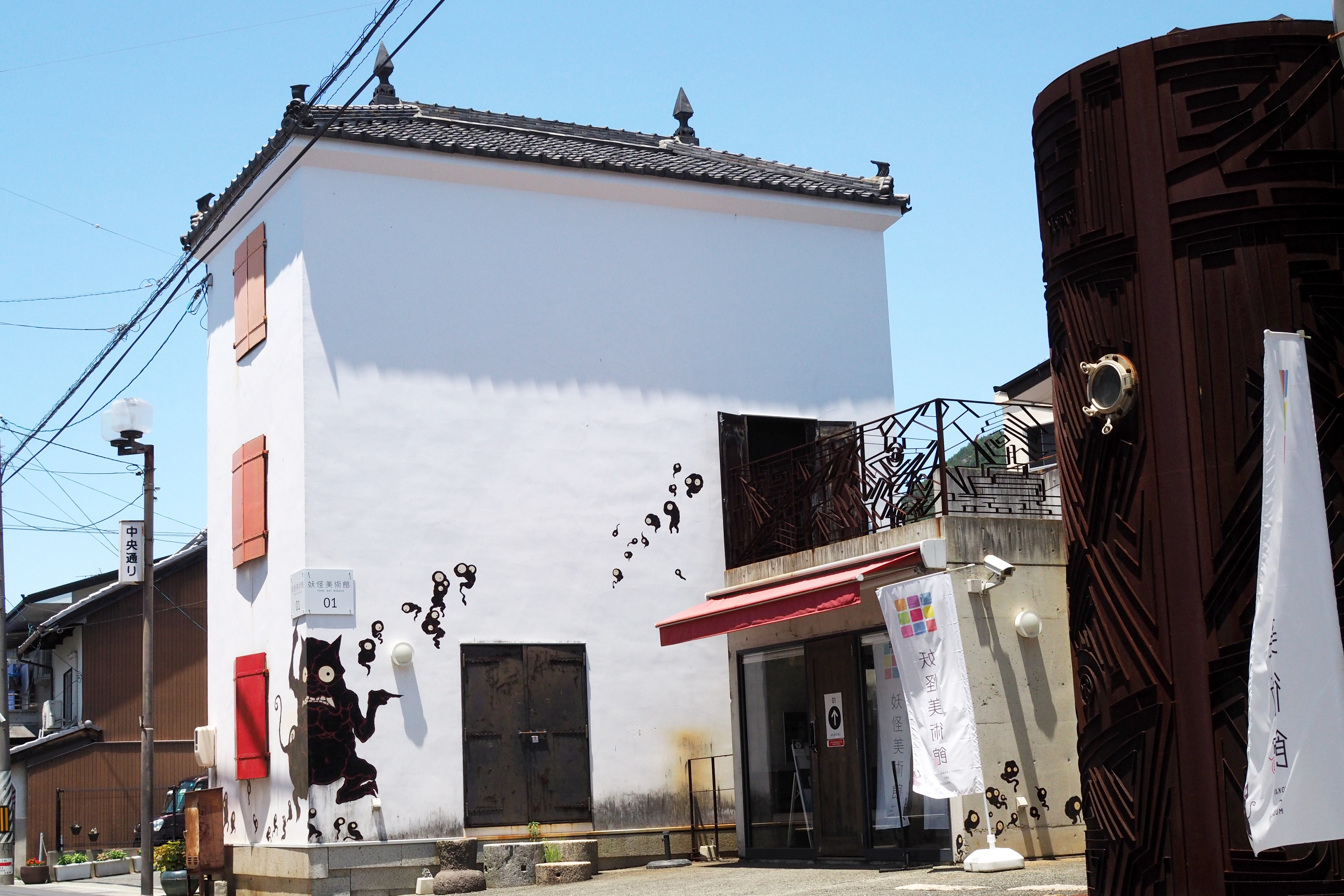
妖怪美術館1号館の外観。受付から徒歩約1分の場所にある

元呉服店の蔵をリノベーションしたアートスペース。
香川県小豆郡土庄町甲405
敷地内に建つ巨大アート「迷路の塔（HEISEI MAZE SRIRAL）」が目印。1号館の展示テーマは「妖怪の起源」。日本古来のアニミズム精神から中世を経て、江戸時代にそれまで畏怖の対象だった妖怪たちが、時の流れを経てエンターテイメントとして楽しまれるまでの流れをアート作品とともに紹介している。
2号館
香川県小豆郡土庄町甲550
元醤油屋が使用していた土壁の倉庫で、米や醤油が保管されていた建物をリノベーションしたアートスペース。
ここからは現代の妖怪の造形が展示されている。2号館の展示テーマは「ドデカ妖怪」。2019年に開催されたドデカ妖怪造形大賞受賞作品が展示されている。
3号館
香川県小豆郡土庄町甲393-3
元活版印刷所をリノベーションしたアートスペース。
2013年から不定期で開催されている妖怪をテーマとした造形作品のコンテスト「妖怪造形大賞」の応募作品が保管されているほか、2階では「妖怪大運動会」や「妖怪SDGｓ LABO」などの企画展示も行われている。
4号館
香川県小豆郡土庄町甲398
かつて大庄屋の屋敷だった古民家をリノベーションした建物を利用。
展示テーマは「モノノケマンダラ」。建物2階にある20畳の居間は暗闇に包まれており、暗い畳の間に寝転んで佇んでいると暗闇に目が慣れた頃に天井いっぱいに描かれた大迫力の天井絵・館長である柳生忠平の天井絵「カンシシャ」が見えてくる。さらに暗闇に紛れてそこここに点在する妖怪の造形にも気が付く。「みえないものがみえてくる」という妖怪美術館のテーマを体感できるスペース。
同じ敷地内には受付やミュージアムショップも併設されている。建物の外には、柳生忠平によるモニュメント「新・妖怪製造装置 チョーケシ」もあり、入館者によって嫌な事ややめられない癖などが書かれたチョーケシ絵馬約500枚とともに展示されている。

## コンテスト開催歴
妖怪美術館のアートは、館長の柳生忠平の作品の他、全国から妖怪の造形物を募集することで「世界一妖怪が生まれる島」としてにぎわいを創出することを目的として、2013年から不定期に開催されている「妖怪造形大賞」の応募作品を所蔵している。
妖怪造形大賞の開催歴は下記の通り。
- 2013/7/1 - 第一回 妖怪造形大賞
- 2014/7/8 - 第二回 妖怪造形大賞
- 2016/3/11 - 第三回 妖怪造形大賞
- 2017/5/31 - 第四回 妖怪造形大賞
- 2018/7/4 - 第五回 妖怪造形大賞(台湾との共同開催)
- 2018/12/18 - 第一回ドデカ妖怪造形大賞
- 2023/3/13 - 第六回 妖怪造形大賞
- 2025/2/2-第一回妖怪画大賞[15]

## 受賞・活動歴
空き家になってしまった古民家の活用や集客による地域の活性化を目的とした活動を展開していることから、妖怪美術館は下記の通り様々な賞を受賞している。
| 年   | 受賞・主な活動 |
| ---- | --- |
| 2018 | 現代アートミュージアム「MeiPAM(メイパム)」から妖怪アートをテーマにした「妖怪美術館」としてリニューアルオープン。2013年から行われていた「妖怪造形大賞」で世界各国から集まった妖怪の造形や館長である妖怪画家・柳生忠平の作品などが全てのアートスペースに展示される。 |
| 2018 | 妖怪画家・柳生忠平により1号館の壁に「みちしるべぇ」の壁画が描かれる。 |
| 2018 | 企画展「妖怪の水族館」開催。 |
| 2019 | 妖怪美術館受付のある敷地内に柳生忠平によるモニュメント「新・妖怪製造装置チョーケシ(チョーケシタワー)」が完成。 |
| 2019 | 「第一回 ドデカ妖怪造形大賞」グランプリに輝いた作品を2号館に展示する。 |
| 2019 | 音声ガイドアプリ「ON THE TRIP」を導入。日本語だけでなく英語・中国語・簡体字にも対応する。それに併せて館内の案内表示のほか展示の流れなどもリデザインして再びリニューアルオープンする。                                                                              |
| 2019 | 企画展「平成妖怪図鑑」開催。 |
| 2019 | 館長で妖怪画家・柳生忠平、フランスのノワイエ・シュル・スランにある「ポルテペイント国際アートセンター(La Porte Peinte Centre pour les Arts)」に招聘されインスタレーション制作。作品が恒久展示される。                                                               |
| 2019 | 来館者数が前年の3倍まで伸びる。 |
| 2020 | 企画展「大妖怪運動会」開催。 |
| 2020 | コロナ禍による長期休館（4～6月、12月）。 |
| 2020 | それまでの「人を集める」とういうテーマから「人と繋がる」に切り替えオンラインやSNSを使った活動に注力することに。 |
| 2020 | 緊急事態宣言下のゴールデンウイークに併せてZOOMオンラインツアー開催。期間限定でオンライン入館を実施。 |
| 2020 | 大成建設株式会社の「3Dモデル化した建物情報共有システム」を活用したバーチャル入館「妖怪美術館VR」を公開。 |
| 2020 | 一般財団法人プラチナ構想ネットワークが選出する第8回プラチナ大賞において「地域再生賞」を受賞。 |
| 2020 | 小豆島のナイトタイムエコノミーを盛り上げるため「迷路のまちナイトツーリズム」を開催。期間限定で夜間の入館受付を実施。「妖怪BAR」を期間限定でオープン。 |
| 2021 | コロナ終息を祈願して１曲目のオリジナルソングとなる「チョーケシのうた」リリース。 その後コロナ禍の外出自粛要請の煽りにあえぐ小豆島内の観光施設や宿泊施設などと共に動画「チョーケシのうた小豆島ver.」を作成・公開する。                                              |
| 2021 | 公式X（旧Twitter）のフォロワーが初の1万人を突破。 |
| 2021 | 企画展「大妖怪運動会」2022年まで会期延長。 |
| 2021 | 国民宿舎小豆島とコラボレーション。国民宿舎小豆島内の客室１室にて出張展示「大妖怪運動会 選手村控室」開催。 |
| 2021 | 二十四の瞳映画村とコラボレーション。二十四の瞳映画村にて出張展示「大妖怪運動会記念館」開催。 |
| 2021 | 両備フェリーとコラボレーション。両備フェリーの日生航路を走るフェリー内にて「妖怪フェリー」展示開催。 |
| 2021 | コロナ禍による休館（8月16日～9月末） |
| 2022 | 企画展「妖怪SDGs」開催。 |
| 2022 | 企画展「柳生忠平展 妖縁 youen」開催。 |
| 2022 | 夜22時まで営業時間を延長し、ナイトミュージアムを通年開催に。カフェスペースを使って夜間は「妖怪BAR」を通年でオープンすることに。 |
| 2022 | 小豆島のクラフトビールブルワリー「まめまめびーる」や小豆島唯一の酒蔵「MORIKUNI」ともコラボレーションし、ビールや日本酒のオリジナルラベルを発売。 |
| 2022 | 大部港に展示スペースオープン。 |
| 2022 | 「妖怪ハロウィン」初開催。 |
| 2022 | 『迷路のまちの小さな美術館の挑戦』出版。 |
| 2022 | 「チョーケシまつり」初開催。 |
| 2023 | 観光閑散期である2月に集客を目指して、節分で追い出される鬼をテーマに設定。「鬼の避難所」と名付けた特別展示を告知。節分でも鬼に優しい美術館としてX（旧Twitter）で話題になり、全国紙ならびにニュース等でも取り上げられる。                                            |
| 2023 | 「節分・鬼まつり」初開催。 節分翌日の2/4には「節分おつかれ様会」と銘打って鬼に扮した観光客を集めることに成功。 |
| 2023 | 上記イベントに併せて、2曲目のオリジナルソング「鬼のうた」をリリース。 |
| 2023 | 「5周年アニバーサリーイヤー」として年度を通して様々なイベントを開催 |
| 2023 | 「The NewYork Times」4月16日号にて、妖怪美術館の展示や取り組みが取り上げられ、日本における妖怪文化の流れについても併せて紹介する「A Japanese Island Where the Wild Things Are」という記事が掲載される。                                                            |
| 2023 | 小豆島のご当地観光ソングとして3曲目のオリジナルソング「おいでよ小豆島音頭」をリリース。 |
| 2023 | 徳島県の道の駅大歩危で開催された「第1回四国妖怪フェスティバル」に出展。 |
| 2023 | これまでの3曲のオリジナルソングとがアレンジ曲を含む4曲を収録したアルバム「チョーケシのうた」発売 |
| 2023 | 「おいでよ小豆島音頭」のミュージックビデオが香川大学が中心となって開催する「eかみしばいコンテスト2023」において「団体部門最優秀賞」を受賞。 |
| 2023 | メンバーシップ制度「秘密結社 鬼の目」をスタート。 |
| 2024 | 節分に併せて「鬼まつり」と「節分お疲れ様会」を開催。期間中入館者が前年の3倍に伸びる。また、2025年は節分お疲れ様会の規模を拡大し、2025年に開催する「第3回四国妖怪フェスティバル」を小豆島にて同時開催することで「妖怪万博」と銘打ったイベントを開催することを発表。 |
| 2024 | 総務省が主催する「ふるさとづくり大賞」において団体表彰を受賞。10年以上に渡ってアートを主軸とした活動を行っている点や、妖怪を題材に地域全体で街を盛り上げている点などを高く評価される。                                                                             |
| 2024 | 企画展「妖怪万博展」（2024/4/13～2025/11/9） |
| 2024 | フランスの出版社「Rockbook」から、日本の妖怪文化と現代の妖怪アートを世界へ発信する書籍『POP YOKAI 現代百鬼夜行 Contemporary Character Art of Japan』を発売。2024年9月18日の日本国内先行発売後、ヨーロッパやアメリカなどでも順次発売される。                        |
| 2024 | 公益財団法人あしたの日本を創る協会、読売新聞東京本社、NHKが主催する「令和6年度あしたのまち・くらしづくり活動賞」において振興奨励賞を受賞。 |
| 2024 | 三重県明和町で開催される「斎宮百鬼夜行～明和モノノケ群行～」を企画・演出・監修。 |
| 2025 | 「妖怪万博2025」開催。 |
| 2025 | 日本海外特派員協会（東京・丸の内）で日本全国及び欧米でも発売している妖怪美術館のアートブック『POPYOKAI』の出版を記念したトークイベント Book Breaks を開催。 |

## 所在地・開館時間
- 香川県土庄町甲398
- 開館時間　9:00〜22:00(木曜、14:00～22:00)

　水曜休館(祝祭日は営業)、瀬戸内国際芸術祭期間中は無休
※2024/4/1から下記に変更。
- 開館時間　9:00〜21:00（木曜は9:00〜17:00）
- 水曜休館（祝祭日は営業）

　※夏休み、年末年始など季節変動あり詳細は妖怪美術館のnoteにて確認を
- 入場料金 - 大人2,900円/中高生1,450円
- 所要時間目安　妖怪美術館の鑑賞目安時間　約60分～(すべての作品が撮影可能であり、時間に余裕を持っての来館を推奨)[61]

## 近在の施設
- 小野川直樹美術館
- 西光寺
- 土渕海峡

## アクセス

### 島外周辺の駅からのアクセス
JR神戸駅から　
- バス5分〜神戸港新港からジャンボフェリー【平日1日３便・土日祝日１日4便】で180分 →小豆島（坂手港）
- 坂手港からは車で31分、バス(オリーブバス坂手線上り)で約40分

JR姫路駅から
- バス20分〜姫路港からフェリー【1日7便】で100分→小豆島（福田港）
- 福田港からは車で36分、バス(オリーブバス南廻り福田線上り)で約60分

JR岡山駅から
- バス40分〜新岡山港からフェリー【1日8便】で110分 →小豆島（土庄港）
- 土庄港からは徒歩15分、車で5分、バス(オリーブバス坂手線下り)で約5分

JR高松駅から①
- 徒歩7分〜高松港からフェリー【1日15便】 で60分 →小豆島（土庄港）
- 土庄港からは徒歩15分、車で5分、バス(オリーブバス坂手線下り)で約5分

JR高松駅から②
- 徒歩7分〜高松港からフェリー【1日11便】 で60分 →小豆島（池田港)
- 池田港からは車で10分、バス(オリーブバス坂手線上り・南廻り福田線上り)で約5分で約17分

### 海上タクシー
定期便がない航路でも対応する港同士を自由に繋ぐことができる海上タクシーもあり、アプリ「Horai」で予約すればフェリーや高速艇の時間に限らず好きな時間に移動することが可能。利用可能時間はAM7:00～22:00。（※ 出発港、到着港の設定によって運航可能な時間は変動）
小豆島では土庄港、池田港、草壁港、坂手港、二十四の瞳映画村桟橋の5か所が利用でき、料金は1航路、1人当たり2,800円(1人あたりの固定料金)

### 島内最寄りバス停・最寄りフェリー乗り場からのアクセス
- 小豆島オリーブバス　土庄本町下車
- 小豆島オリーブバス 王子下車　徒歩5分
- 小豆島オリーブバス オリーブタウン下車　徒歩5分
- 土庄港から徒歩15分[5]